# بني زيد بوق
قرية بنى زيد بوق هي إحدى القرى التابعة لمركز القوصية في محافظة أسيوط في جمهورية مصر العربية. حسب إحصاءات سنة 2006، بلغ إجمالي السكان في بنى زيد بوق 6306 نسمة، منهم 3153 رجل و3153 امرأة.